# Стайниця
45°03′ пн. ш. 15°25′ сх. д. / 45.05° пн. ш. 15.41° сх. д.
Стайниця (хорв. Stajnica) — населений пункт у Хорватії, в Лицько-Сенській жупанії у складі громади Бринє.

## Населення
Населення за даними перепису 2011 року становило 218 осіб.
Динаміка чисельності населення поселення:

## Клімат
Середня річна температура становить 8,75 °C, середня максимальна – 22,39 °C, а середня мінімальна – -6,38 °C. Середня річна кількість опадів – 1374 мм.
| Клімат поселення                              | Клімат поселення | Клімат поселення | Клімат поселення | Клімат поселення | Клімат поселення | Клімат поселення | Клімат поселення | Клімат поселення | Клімат поселення | Клімат поселення | Клімат поселення | Клімат поселення | Клімат поселення |
| Показник                                      | Січ.             | Лют.             | Бер.             | Квіт.            | Трав.            | Черв.            | Лип.             | Серп.            | Вер.             | Жовт.            | Лист.            | Груд.            |                  |
| Середній максимум, °C                         | 6,67             | 7,32             | 10,42            | 14,16            | 19,09            | 22,39            | 21,51            | 21,06            | 17,34            | 13,28            | 7,76             | 4,46             |                  |
| Середня температура, °C                       | 0,14             | 0,79             | 3,88             | 7,64             | 12,58            | 15,88            | 17,96            | 17,50            | 13,77            | 9,73             | 4,20             | 0,90             |                  |
| Середній мінімум, °C                          | −6,38            | −5,74            | −2,63            | 1,11             | 6,06             | 9,34             | 14,38            | 13,96            | 10,22            | 6,16             | 0,64             | −2,66            |                  |
| Норма опадів, мм                              | 89               | 94               | 102              | 117              | 107              | 113              | 88               | 99               | 131              | 147              | 160              | 127              |                  |
| Середньомісячна швидкість вітру, м/с          | 1.85             | 1.96             | 2.26             | 2.20             | 2.05             | 1.85             | 1.82             | 1.72             | 1.72             | 1.82             | 1.98             | 2.01             |                  |
| Середньомісячна сонячна радіація, кДж/м²·день | 4434             | 7134             | 10467            | 14926            | 19005            | 20754            | 22341            | 19110            | 14067            | 9075             | 4866             | 3679             |                  |
| --------------------------------------------- | ---------------- | ---------------- | ---------------- | ---------------- | ---------------- | ---------------- | ---------------- | ---------------- | ---------------- | ---------------- | ---------------- | ---------------- | ---------------- |
| Джерело:                                      |                  |                  |                  |                  |                  |                  |                  |                  |                  |                  |                  |                  |                  |